# Parti national-libéral (Royaume-Uni, 1931-1968)
Pour les articles homonymes, voir Parti national-libéral.
Le Parti national-libéral (National Liberal Party ou Liberal National Party jusqu'en 1948) est un parti politique libéral du Royaume-Uni de 1931, où il se sépare du Parti libéral, à 1968 où il fusionne avec le Parti conservateur.